# Letoon
Letoon (starořecky: Λητῷον) je starověká lýkijská náboženská svatyně zasvěcená bohyni plodnosti Létó (a jejím dětem, dvojčatům Artemidě a Apollónovi). Nacházela se 4 kilometry jižně od starověkého města Xanthos, s nímž byla úzce spojena. Bylo to jedno z nejdůležitějších náboženských center v regionu. Dnes leží v provincii Muğla v Turecku. Místo bylo osídleno již v období 1200 př. n. l. Nepřetržitě pak od 8. století př. n. l. až do konce římské éry. Základy tří chrámů zasvěcených Létó a jejím dětem byly vykopávány od roku 1962 pod vedením francouzských archeologů Henriho Metzgera, Jacquese Des Courtilse a Emmanuela Laroche. Od té doby vykopávky odkryly většinu ruin lokality, včetně zbytků divadla. V roce 1973 byla na místě objevena stéla. Nápis na ní, datovaný do roku 337 př. n. l., obsahuje texty v lýkijském jazyce, starořečtině a aramejštině. To významně přispělo k lepšímu porozumění lýkijskému jazyku. Centrální chrám zasvěcený Létó byl částečně zrekonstruován v letech 2000 až 2007, nese iónské architektonické prvky. Zároveň byly postaveny odvodňovací kanály, neboť místo je trvale ohroženo vzestupy hladiny podzemní vody. Nelze vyloučit, že uctívání Létó navázalo na uctívání předřecké ženské bohyně Luvijců. V roce 1988 byla svatyně zapsána na seznam Světového dědictví UNESCO, spolu s Xanthosem.